# Filip Zubčić
Filip Zubčić (Zagreb, 27 januari 1993) is een Kroatische alpineskiër. Hij vertegenwoordigde zijn vaderland op de Olympische Winterspelen 2014 in Sotsji en op de Olympische Winterspelen 2018 in Pyeongchang.

## Carrière
Op de wereldkampioenschappen alpineskiën 2011 in Garmisch-Partenkirchen eindigde Zubčić als dertigste op de slalom. In oktober 2012 maakte de Kroaat in Sölden. In Schladming nam hij deel aan de wereldkampioenschappen alpineskiën 2013. Op dit toernooi eindigde hij als 28e op reuzenslalom, op de slalom wist hij niet te finishen. Tijdens de Olympische Winterspelen van 2014 in Sotsji wist Zubčić niet te finishen op de reuzenslalom.
Op 12 december 2014 scoorde de Kroaat in Åre zijn eerste wereldbekerpunten. Negen dagen later behaalde hij in Alta Badia zijn eerste toptienklassering in een wereldbekerwedstrijd. Op de wereldkampioenschappen alpineskiën 2015 in Beaver Creek eindigde Zubčić als dertiende op de slalom en als zestiende op de reuzenslalom. In Sankt Moritz nam de Kroaat deel aan de wereldkampioenschappen alpineskiën 2017. Op dit toernooi eindigde hij als negentiende op de reuzenslalom en als 31e op de Super G, op de alpine combinatie wist hij de finish niet te bereiken. Samen met Andrea Komšić, Leona Popović en Elias Kolega eindigde hij als negende in de landenwedstrijd. Tijdens de Olympische Winterspelen van 2018 in Pyeongchang eindigde Zubčić als twaalfde op de alpine combinatie en als 24e op de reuzenslalom, op zowel de slalom als de Super G wist hij niet te finishen.
Op de wereldkampioenschappen alpineskiën 2019 in Åre eindigde de Kroaat als negentiende op de reuzenslalom, als 26e op de slalom, als 29e op de Super G en als veertigste op de alpine combinatie. In januari 2020 stond hij in Adelboden voor de eerste maal in zijn carrière op het podium van een wereldbekerwedstrijd. Op 22 februari 2020 boekte Zubčić in Yuzawa Naeba zijn eerste wereldbekerzege. In Cortina d'Ampezzo nam de Kroaat deel aan de wereldkampioenschappen alpineskiën 2021. Op dit toernooi veroverde hij de zilveren medaille op de parallelslalom, op de reuzenslalom eindigde hij op de vierde plaats.

## Resultaten

### Olympische Spelen
| Jaar | Plaats      | Resultaten                                                    |
| ---- | ----------- | ------------------------------------------------------------- |
| 2014 | Sotsji      | DNF Reuzenslalom                                              |
| 2018 | Pyeongchang | 12e Alpine combinatie 24e Reuzenslalom DNF Slalom DNF Super G |
| 2022 | Peking      | 10e Reuzenslalom 18e Slalom                                   |

### Wereldkampioenschappen
| Jaar | Plaats                 | Resultaten                                                            |
| ---- | ---------------------- | --------------------------------------------------------------------- |
| 2011 | Garmisch-Partenkirchen | 30e Slalom                                                            |
| 2013 | Schladming             | 28e Reuzenslalom DNF Slalom                                           |
| 2015 | Beaver Creek           | 16e Reuzenslalom 13e Slalom                                           |
| 2017 | Sankt Moritz           | 31e Super G 19e Reuzenslalom DNF Alpine combinatie 9e Landenwedstrijd |
| 2019 | Åre                    | 40e Alpine combinatie 19e Reuzenslalom 26e Slalom 29e Super G         |
| 2021 | Cortina d'Ampezzo      | Parallelslalom · 4e Reuzenslalom · DNF2 Slalom                        |
| 2023 | Courchevel & Méribel   | 8e Reuzenslalom 11e Slalom                                            |
| 2025 | Saalbach               | 13e Reuzenslalom DNF2 Slalom                                          |

### Wereldbeker
Eindklasseringen
| Seizoen   | Algm | SL  | RS    | PAR | AC  |
| --------- | ---- | --- | ----- | --- | --- |
| 2014/2015 | 83e  | 41e | 25e   |     | –   |
| 2015/2016 | 78e  | –   | 28e   |     | 32e |
| 2016/2017 | 75e  | –   | 26e   |     | 32e |
| 2017/2018 | 68e  | –   | 21e   |     | –   |
| 2018/2019 | 60e  | 52e | 27e   |     | 12e |
| 2019/2020 | 14e  | 32e | Brons | 18e | 30e |
| 2020/2021 | 5e   | 24e | Brons | 10e |     |
| 2021/2022 | 23e  | 22e | 14e   | 24e |     |
| 2022/2023 | 26e  | 27e | 10e   |     |     |
| 2023/2024 | 10e  | 28e | Brons |     |     |
| 2024/2025 | 16e  | 20e | 9e    |     |     |

Wereldbekerzeges
| Datum            | Plaats                     | Onderdeel    |
| ---------------- | -------------------------- | ------------ |
| 22 februari 2020 | Yuzawa Naeba               | Reuzenslalom |
| 5 december 2020  | Santa Caterina di Valfurva | Reuzenslalom |
| 27 februari 2021 | Bansko                     | Reuzenslalom |